# Portia de Rossi
Pour les articles homonymes, voir Rossi.
Amanda Lee Rogers (puis Portia Lee James DeGeneres depuis son mariage), dite Portia de Rossi, est une actrice australo-américaine, née le 31 janvier 1973 à Geelong (État de Victoria).
Elle est révélée au grand public à la fin des années 1990 par le rôle de Nelle Porter dans la série judiciaire Ally McBeal, puis elle confirme durant les années 2000 auprès de la critique en incarnant l'héritière Lindsay Bluth Fünke dans la sitcom récompensée Arrested Development.
Durant les années 2010, elle participe aux nouvelles saisons de la série, mais se distingue surtout dans un registre dramatique en incarnant Elizabeth North dans la populaire série politique Scandal.

## Biographie

### Jeunesse et débuts
Portia de Rossi (née Amanda Lee Rogers, elle change de nom à quinze ans) étudie à la Melbourne Girls Grammar puis le droit à l’université de Melbourne dans l’espoir de devenir avocate. En même temps, elle pose comme mannequin et décide de changer son nom, trop banal à ses yeux, en Portia de Rossi. En septembre 2010, elle change à nouveau son nom pour prendre celui de son épouse Ellen DeGeneres et devient Portia Lee James DeGeneres.

### Révélation télévisuelle (années 1990)
Elle est repérée en 1994 par un directeur de casting qui lui propose le rôle de Giddy dans le film Sirènes, avec Hugh Grant. Mais c'est à la télévision qu'elle parvient à percer et à s'installer durablement.
Entre 1995 et 1996, elle tient l'un des rôles principaux d'une sitcom américaine, Too Something, cependant arrêtée au bout d'une saison de 22 épisodes. Elle rebondit aussi vers une autre nouvelle sitcom, Nick Freno: Licensed Teacher, centré sur les aventures d'un acteur au chômage devenant professeur remplaçant dans un lycée. Elle quitte cependant la série au bout de la première saison, en 1997.
Après une petite apparition au cinéma dans Scream 2, elle est recrutée pour rejoindre le casting de la saison 2 d'une nouvelle série judiciaire très populaire et acclamée par la critique, Ally McBeal. Son rôle de la belle et ambitieuse avocate Nelle Porter dans la série détestée par ses collègues féminines qui la jalousent, la lance et la révèle au monde entier. Si son personnage devait initialement être récurrent, il intègre le casting principal.
Si la série connaît de nombreux changements de casting, elle reste présente jusqu'à la fin, en 2002, au bout de cinq saisons. Elle apparait même dans les treize épisodes de l'éphémère série dérivée Ally', diffusée en 1999.

### Confirmation comique (années 2000)
En 2003, elle intègre le casting d'une nouvelle série, une comédie intitulée Arrested Development. La série est un large succès critique, mais peine dans les audiences. Elle est donc arrêtée au bout de trois saisons, en 2006.
Parallèlement, elle tente une carrière au cinéma, peu convaincante : en 2004, elle est par exemple à l’affiche du film d'horreur Cursed de Wes Craven, le père de la série de films Scream, aux côtés de Christina Ricci et Joshua Jackson. C'est à la télévision qu'elle réussit à rester au premier plan.
Ainsi, en 2007, elle rejoint la série médicale à succès à l'humour noir, Nip/Tuck, où elle incarne Olivia Lord pour dix épisodes de la 5e saison. Son dernier épisode est diffusé en 2009, alors qu'elle revient à la comédie légère. Elle tient en effet le premier rôle féminin de la nouvelle sitcom Better Off Ted, où elle incarne comme dans Ally McBeal, une femme d'affaires froide et glaciale. Les critiques sont bonnes, mais la série se conclut au bout de deux saisons et 26 épisodes.

### Expérience dramatique (années 2010)
En 2013, elle redevient Lindsay Bluth Fünke quand une quatrième saison de Arrested Development est commandée par la plateforme Netflix. Ce retour très médiatisée la voit enchaîner avec un rôle récurrent dans la populaire série politique Scandal.
Elle y incarne Elizabeth North, la chef du parti républicain. Son personnage, très populaire, lui permet de rejoindre le casting principal pour la saison 5, diffusée de 2015 à 2016. Elle devient cette fois Chief of Staff de la Maison-Blanche. Son personnage est cependant viré à mi-parcours, devenant la chef de campagne d'un autre candidat à la présidence des États-Unis. Elle revient pour la sixième saison en tant qu'actrice régulière, mais n'apparait finalement que dans trois épisodes et quitte la série officiellement au onzième épisode, fin 2017.
En 2018, elle accepte d'apparaître dans 5 des 16 épisodes composant la cinquième saison de Arrested Development. Elle décide cependant de prendre sa retraite après ce baroud d'honneur.

### Vie privée

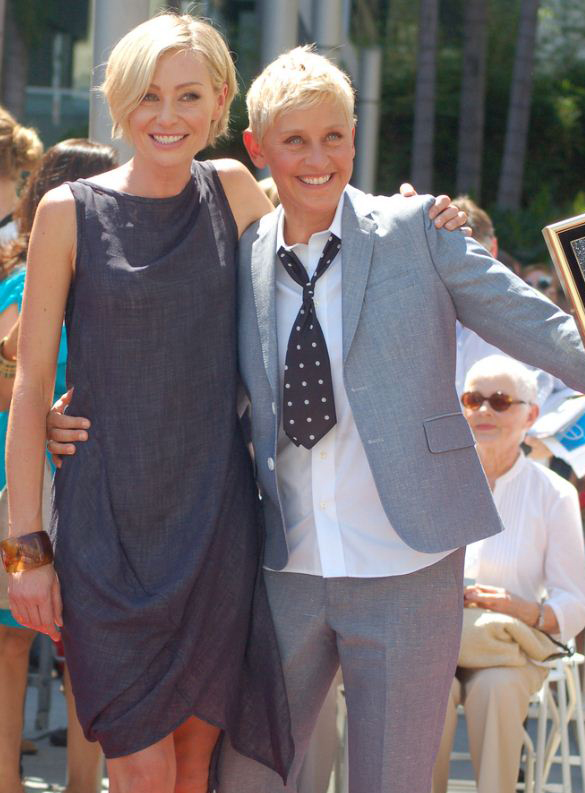
En septembre 2012, pour l'inauguration de l'étoile de son épouse Ellen DeGeneres, au Hollywood Walk of Fame.

Après avoir révélé publiquement son homosexualité en 2005, elle vit en couple avec la présentatrice, humoriste et comédienne américaine Ellen DeGeneres. Celle-ci a annoncé publiquement leur mariage le 16 mai 2008 dans son grand talk show sur la chaîne NBC ; l'union a été célébrée en Californie, le 16 août 2008. Le 6 août 2010 Portia a déposé une requête pour changer son nom et devenir Portia Lee James DeGeneres. En septembre 2011, elle obtient la citoyenneté américaine.
En 2010, Portia de Rossi publie son autobiographie Unbearable Lightness (Insoutenable Légèreté) qui parle de son expérience personnelle, elle a notamment souffert d'anorexie mentale et a aussi été faussement diagnostiquée d'un lupus. Pour promouvoir son livre, elle est apparue sur The Oprah Winfrey Show et The Ellen DeGeneres Show.

## Filmographie

### Cinéma
- 1994 : Sirènes de John Duigan : Giddy
- 1995 : The Woman in the Moon d'Ariadne Kimberly : Shauna
- 1997 : Scream 2 de Wes Craven : Murphy
- 1998 : Girl de Johnathan Kahn : Carla Sparrow
- 1999 : The Invisibles de Noah Stern : Joy
- 1999 : American Intellectuals de Paige Taylor : Sarah
- 1999 : Stigmata de Rupert Wainwright : Jennifer Kelliho
- 2001 : Women in Film de Bruce Wagner : Gina
- 2001 : Who Is Cletis Tout? de Chris Ver Wiel : Tess Donnelly
- 2003 : I Witness de Rowdy Herrington : Emily Thompson
- 2003 : The Night We Called It a Day (en) de Paul Goldman : Hilary Hunter
- 2004 : Dead & Breakfast de Matthew Leutwyler (en) : Kelly
- 2005 : Cursed de Wes Craven : Zela

### Télévision

#### Téléfilms
- 1998 : Astoria (téléfilm) de Mark Piznarski
- 1998 : Programmés pour tuer (téléfilm) de H. Gordon Boss : Lana Collins
- 2002 : Étrange Voisinage (The Glow) de Craig R. Baxley : Jackie Lawrence

#### Séries télévisées
- 1995-1996 : Too Something (en) (série) : Maria Hunter
- 1996-1997 : Nick Freno: Licensed Teacher (en) (série) : Elana Lewis
- 1998-2002 : Ally McBeal (rôle régulier à partir de la saison 2, 89 épisodes) : Nelle Porter
- 2002 : La Treizième Dimension de Rod Serling (épisode Les Yeux du mort) : Laurel Janus
- 2003 : America's Prince: The John F. Kennedy Jr. Story (en) d'Eric Laneuville : Carolyn Bessette Kennedy
- 2003-2006, 2013, 2018 : Arrested Development (série) de Mitchell Hurwitz : Lindsay Bluth Fünke (rôle régulier)
- 2007 : Nip/Tuck de Ryan Murphy (série, saison 5) : Olivia, compagne de Julia
- 2009-2010 : Better Off Ted (série) de Victor Fresco : Veronica Palmer (rôle régulier, 26 épisodes)
- 2014-2017 : Scandal : Elizabeth North (rôle récurrent (saison 4), puis régulier (saisons 5 et 6), 49 épisodes)
- 2017-2018 : Santa Clarita Diet : Dr Cora Wolfe (2 épisodes)

## Distinctions
Sauf indication contraire, les informations mentionnées dans cette section peuvent être confirmées par la base de données cinématographiques IMDb,  présente dans la section « Liens externes ».

### Récompenses
- Screen Actors Guild Awards 1999 : meilleure distribution pour une série télévisée comique dans Ally McBeal
- TV Land Awards 2004 : meilleure distribution pour une série télévisée comique dans Arrested Development
- Satellite Awards 2005 : meilleure actrice dans une série télévisée musicale ou comique pour Arrested Development
- Gold Derby Awards 2006 : meilleure distribution de l'année dans une série télévisée pour Arrested Development

### Nominations
- Screen Actors Guild Awards 2000 : meilleure distribution pour une série télévisée comique dans Ally McBeal
- Screen Actors Guild Awards 2001 : meilleure distribution pour une série télévisée comique dans Ally McBeal
- Online Film & Television Association 2003 : meilleure actrice dans un second rôle dans une série télévisée comique pour Arrested Development
- Satellite Awards 2004 : meilleure actrice dans un second rôle dans une série télévisée musicale ou comique pour Arrested Development
- Screen Actors Guild Awards 2005 : meilleure distribution pour une série télévisée comique dans Arrested Development
- Screen Actors Guild Awards 2006 : meilleure distribution pour une série télévisée comique dans Arrested Development
- Screen Actors Guild Awards 2014 : meilleure distribution pour une série télévisée comique dans Arrested Development